# Heiner Geißler

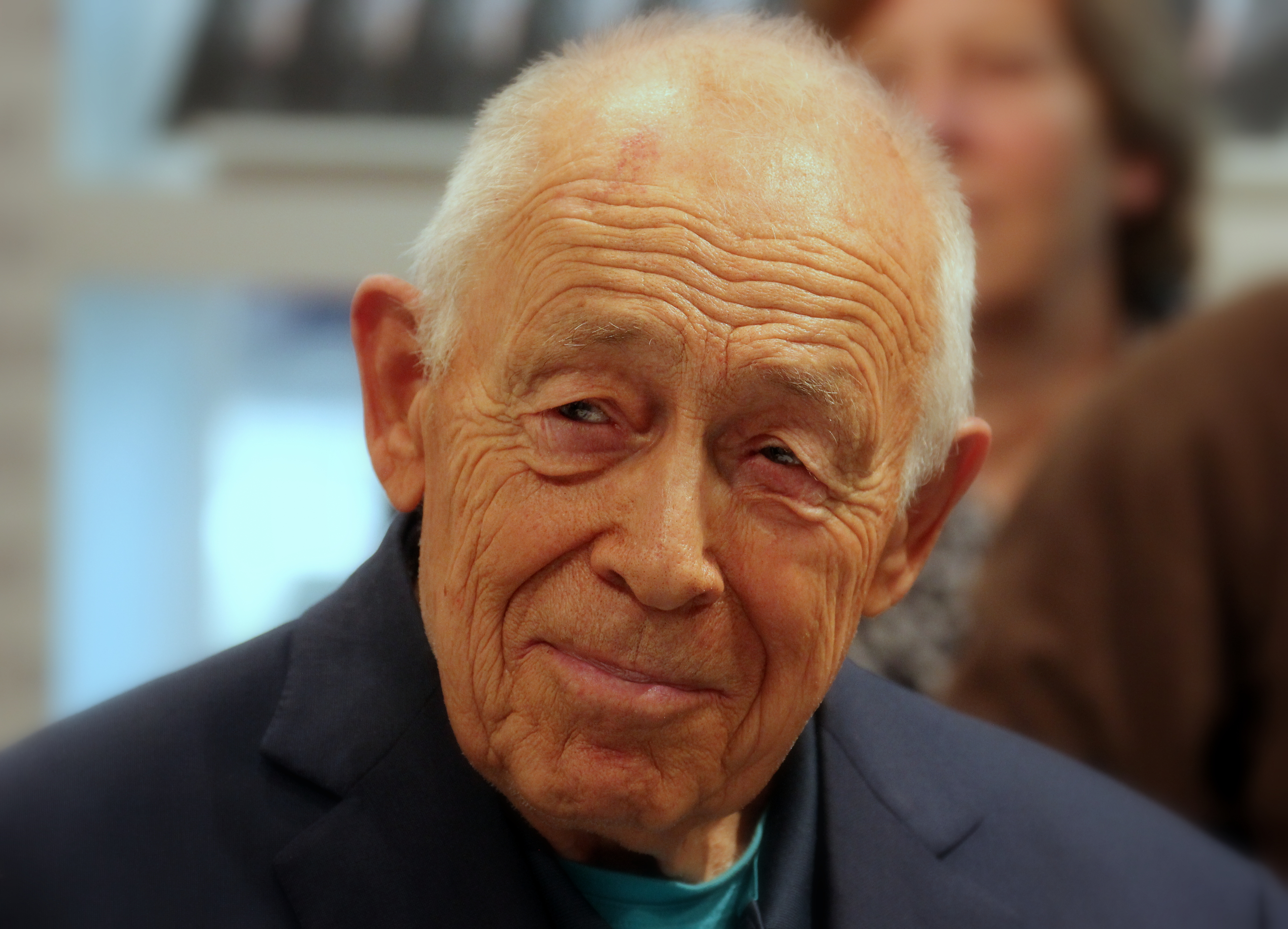
Heiner Geißler auf der Frankfurter Buchmesse 2016

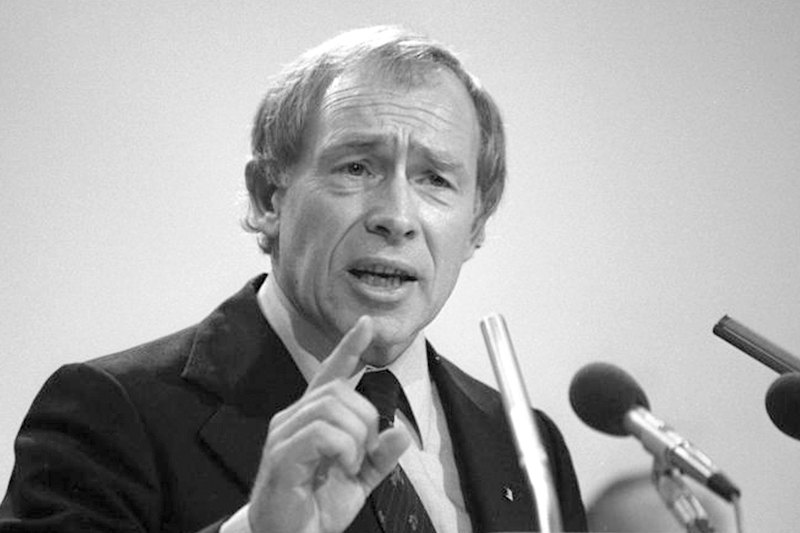
Heiner Geißler, 1978

Heinrich „Heiner“ Geißler (* 3. März 1930 in Oberndorf am Neckar; † 11. September 2017 in Gleisweiler) war ein deutscher Jurist und Politiker der CDU.
Er war von Mai 1967 bis Juni 1977 Minister in der Landesregierung von Rheinland-Pfalz unter den Ministerpräsidenten Peter Altmeier, Helmut Kohl und Bernhard Vogel, von 1982 bis 1985 Bundesminister für Jugend, Familie und Gesundheit im Kabinett Kohl und von 1977 bis 1989 Generalsekretär der CDU. Besonders während der Zeit als Generalsekretär fiel Geißler oft durch stark polarisierende Äußerungen über politische Gegner auf. Später sorgte seine Wendung zu tendenziell linken Positionen, vor allem in der Wirtschafts- und Sozialpolitik, für beträchtliches Aufsehen und Kritik in seiner Partei, z. B. als er im Jahr 2007 der globalisierungskritischen Organisation attac beitrat.
Ab 1997 vermittelte Geißler als Schlichter in verschiedenen Tarifkonflikten. In den Jahren 2010 und 2011 war er Schlichter im Konflikt um das Bahnhofsbauprojekt Stuttgart 21.

## Leben und Beruf
Geißler wurde als viertes von fünf Kindern des Oberregierungsrats Heinrich Geißler und dessen Frau Maria, geb. Buck, in Oberndorf geboren. Sein Vater war Mitglied der Zentrumspartei, passte sich nicht an die Nazi-Ideologie an und wurde oft strafversetzt, unter anderem nach Tuttlingen (1938 bis 1940) und nach Spaichingen, wo die Familie das Kriegsende erlebte. Heiner Geißler wurde in der Endphase des Zweiten Weltkrieges zum Schanzdienst eingezogen; ihm gelang mit einem Schulkameraden die Flucht nach Hause. Nach Schulbesuch in Ravensburg, Tuttlingen, Hannover und Spaichingen kam er mit 16 Jahren auf die als Eliteschule geltende Jesuitenschule Kolleg St. Blasien im Schwarzwald, da es in Spaichingen keine zum Abitur führende Schule gab. Nach dem Abitur 1949 trat er mit 19 Jahren als Novize dem Jesuitenorden bei. Nach vier Jahren verließ er ihn, bevor er dauerhaft die Ordensgelübde Armut, Keuschheit und Gehorsam hätte ablegen sollen: „Mit 23 Jahren habe ich gemerkt, ich kann zwei – also mindestens eins – dieser Gelübde nicht halten. Die Armut war es nicht.“
Geißler studierte Philosophie an der von Jesuiten betriebenen Hochschule für Philosophie München und anschließend Rechtswissenschaften in München und Tübingen. Dort wurde er Mitglied der katholischen Studentenverbindung Alamannia im Kartellverband. Sein juristisches Studium schloss er 1957 mit dem ersten Staatsexamen ab. 1962 folgte das zweite Staatsexamen. Im Juli 1960 wurde er in Tübingen bei Günter Dürig zum Dr. jur. promoviert. 1962 war er als Richter am Amtsgericht Stuttgart tätig und von 1962 bis 1965 als Regierungsrat Leiter des Ministerbüros des Arbeits- und Sozialministers des Landes Baden-Württemberg, Josef Schüttler.
Geißler war verheiratet, hatte drei Söhne und lebte ab 1980 in Gleisweiler. Er starb am 11. September 2017 zu Hause und wurde auch in Gleisweiler bestattet. Sein ältester Sohn Dominik ist seit 2023 Oberbürgermeister der Stadt Landau in der Pfalz.

## Politische Karriere

### Partei

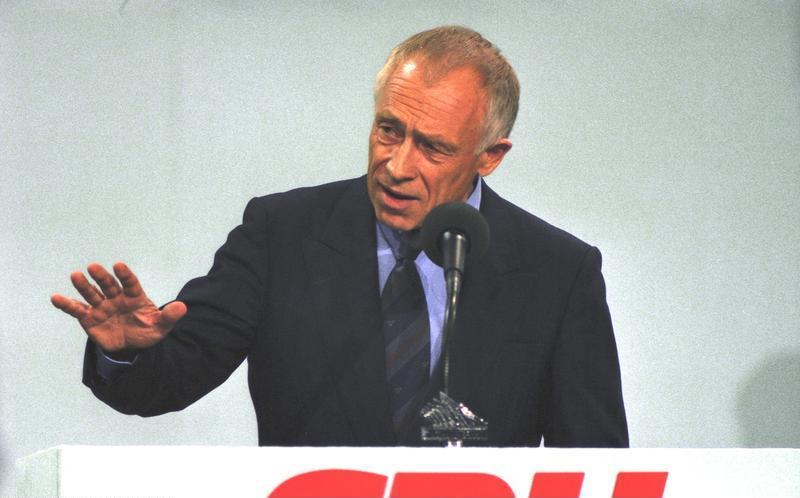
Heiner Geißler, 1989

Geißler war Mitglied der CDU. Zusammen mit Franz Sauter, Erwin Teufel und Josef Rebhan gründete er im Jahr 1956 den Kreisverband Rottweil der Jungen Union. Von 1961 bis 1965 war er Landesvorsitzender der Jungen Union Baden-Württemberg. 1977 wurde er als Nachfolger von Kurt Biedenkopf zum Generalsekretär der CDU gewählt. Als solcher managte er bis 1989 die CDU in drei Bundestagswahlen (1980, 1983 und 1987). Er ist bis heute der CDU-Generalsekretär mit der längsten Dienstzeit und der einzige, der gleichzeitig auch ein Ministeramt bekleidete. In dieser Zeit war er verantwortlich bei der Verabschiedung des Grundsatzprogramms der CDU und prägte entscheidend die neuen außenpolitischen Ideen der CDU, die auf dem Jugendparteitag in Hamburg entwickelt wurden und als Voraussetzung für die spätere Koalition mit der FDP galten, sowie die neue Frauenpolitik der CDU (Bundesparteitag 1985 in Essen).
Auf dem Bundesparteitag der CDU im September 1989 wurde Geißler nicht erneut als Generalsekretär vorgeschlagen, nachdem sich zwischen ihm und Helmut Kohl erhebliche Differenzen über den weiteren Kurs der CDU entwickelt hatten und er gemeinsam mit Lothar Späth und Rita Süssmuth die Ablösung Kohls von der Parteispitze vorbereitet hatte. Er gehörte danach bis 1998 dem Präsidium der CDU und bis 2002 dem CDU-Bundesvorstand an. Am 26. November 1999 räumte er im Verlauf der CDU-Spendenaffäre ein, dass die Partei in der Ära Kohl „schwarze Konten“ geführt hatte.
1977 verantwortete Geißler eine Broschüre, in der er viele linke und liberale Kulturschaffende und Politiker der Bundesrepublik Deutschland als „Sympathisanten des Terrors“ (gemeint waren die Anschläge der Rote Armee Fraktion) beschuldigte, darunter Helmut Gollwitzer, Heinrich Albertz, Günter Wallraff, Herbert Marcuse und Bundesinnenminister Werner Maihofer. 1983 sprach Geißler von der SPD als „Fünfte Kolonne der anderen Seite“, mit der der Ostblock gemeint war, als es um die Stationierung von US-Mittelstreckenraketen in Europa ging.
Im Wahlkampf vor der Bundestagswahl 1983 setzte Geißler das Zitat „Wer die Wahrheit nicht weiß, der ist bloß ein Dummkopf. Aber wer sie weiß und sie eine Lüge nennt, der ist ein Verbrecher!“ aus Bertolt Brechts Drama Leben des Galilei gegen die SPD ein.
Willy Brandt warf ihm am 12. Mai 1985 vor, „seit Goebbels der schlimmste Hetzer in diesem Land“ zu sein. Geißler wertete dies als Reaktion auf seine Bemerkung zum diktatorischen System der DDR, die er im Zusammenhang mit einer von der SPD initiierten Gedenkveranstaltung zum 40. Jahrestag des Endes der NS-Diktatur in Deutschland getätigt hatte. Fälschlich wird Brandts Ausspruch zuweilen mit Geißlers Auschwitz-Pazifismus-Vergleich (siehe unten) in Verbindung gebracht.
Geißler übte Kritik an der Verleihung des Friedensnobelpreises 1985 an International Physicians for the Prevention of Nuclear War, da deren Vizepräsident, der sowjetische Gesundheitsminister Jewgeni Tschasow, Dissidenten in psychiatrische Anstalten einweisen ließ.
Der Spiegel vom 28. September 1986 beginnt seinen Artikel "Geißler: »Ich bin voll unabhängig«" mit folgender Unterüberschrift: "»Wer Begriffe und Gedanken bestimmt, hat auch Macht über die Menschen« – Credo des CDU-Generalsekretärs Heiner Geißler, der jetzt für seine Partei den Bundestags-Wahlkampf eröffnet. Geißler ist siegessicher: Er will gegen Grüne und Rote »richtig zuschlagen«, notfalls aber auch auf »Harmonie-Wahlkampf« umschalten."

### Abgeordneter

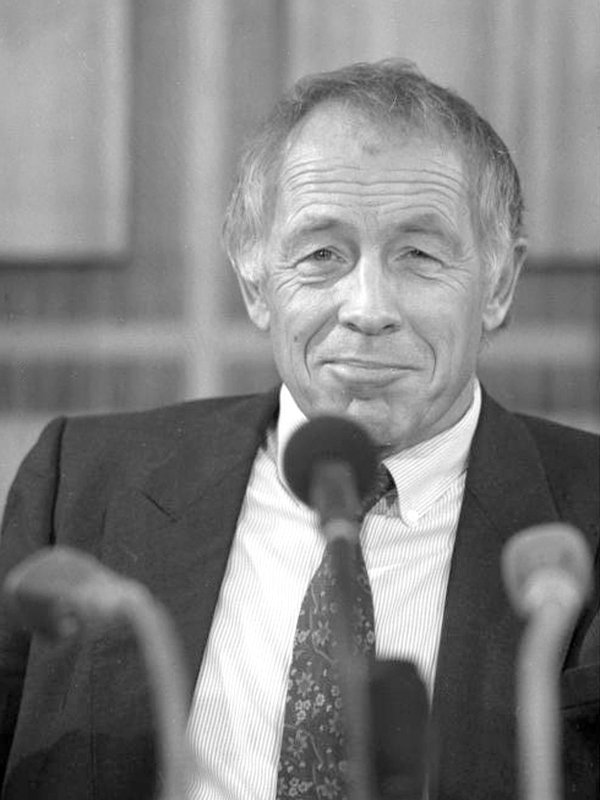
Geißler bei einer Pressekonferenz zu den Koalitionsverhandlungen zwischen CDU/CSU und FDP am 12. Februar 1987

Mit der Bundestagswahl 1965 wurde Geißler als direkt gewählter Abgeordneter für den Bundestagswahlkreis Reutlingen Mitglied des Deutschen Bundestages. Als Landespolitiker gehörte er von 1971 bis 1979 dem Landtag von Rheinland-Pfalz an. Von 1980 bis 2002 war Geißler erneut, dieses Mal als direkt gewählter Abgeordneter für den Bundestagswahlkreis Südpfalz, Mitglied des Bundestags. Nach der ersten gesamtdeutschen Bundestagswahl 1990 amtierte er von Januar 1991 bis Oktober 1998 als stellvertretender Vorsitzender der CDU/CSU-Bundestagsfraktion.
In einer Bundestagsdebatte zum NATO-Doppelbeschluss und zur Stationierung von Pershing-II-Raketen am 15. Juni 1983 nahm Geißler zu einem Spiegel-Interview Stellung, in dem die Grünen-Abgeordneten Otto Schily und Joschka Fischer den ihrer Ansicht nach durch die Raketenstationierung drohenden Atomkrieg mit Auschwitz verglichen hatten:

„[…], die Massenvernichtung in Auschwitz gedanklich in Verbindung zu bringen mit der Verteidigung der atomaren Abschreckung eines freiheitlich-demokratischen Rechtsstaats, dies gehört ebenfalls in das Kapitel der Verwirrung der Begriffe und der Geister, die wir jetzt bestehen müssen. Herr Fischer, ich mache Sie als Antwort auf das, was Sie dort gesagt haben, auf folgendes aufmerksam: Der Pazifismus der dreißiger Jahre, der sich in seiner gesinnungsethischen Begründung nur wenig von dem heutigen unterscheidet, was wir in der Begründung des heutigen Pazifismus zur Kenntnis zu nehmen haben, dieser Pazifismus der dreißiger Jahre hat Auschwitz erst möglich gemacht.“

Während diese Äußerung von Befürwortern der Raketenstationierung verteidigt wurde, warfen einige Abgeordnete anderer Fraktionen Geißler unter anderem „Geschichtsklitterung“ vor. So fragte die linksliberale FDP-Abgeordnete Hildegard Hamm-Brücher in diesem Zusammenhang, „was denn der Pazifismus mit dem Judenhass in Deutschland zu tun habe“. Geißler selbst betonte später in einem Interview mit dem NDR, mit seiner Bemerkung habe er die pazifistischen Strömungen in Frankreich und England gemeint, deren Appeasement-Politik Hitler ermutigt habe, „andere Länder zu überfallen und seine rassistische Politik bis zum Massenmord auszutoben“. Nachdem der Liedermacher Hans Söllner ihn aufgrund seiner Auschwitz-Aussage beleidigte und Geißler ihn deswegen anzeigte, widmete Söllner ihm das Lied Aba olle samma Wixa.
1995 bezeichnete Geißler die CDU, auf die Rolle Helmut Kohls anspielend, als „führerkultische Partei“. Auf dem CDU-Bundesparteitag 1995 entschuldigte sich danach Geißler für das Wort vom Führerkult: „Der Begriff war falsch, das Anliegen bleibt“.

### Landes- und Bundesminister
Am 18. Mai 1967 wurde er als Sozialminister in die von Ministerpräsident Peter Altmeier geführte Landesregierung des Landes Rheinland-Pfalz berufen, dieses Amt behielt er nach dem 19. Mai 1969 unter Ministerpräsident Helmut Kohl. Im zweiten Kabinett Kohl und der ersten Landesregierung seines Nachfolgers Bernhard Vogel lautete die Amtsbezeichnung „Minister für Soziales, Gesundheit und Sport“. Am 23. Juni 1977 schied er aus dem Landeskabinett aus.
In seiner Zeit als Minister in Rheinland-Pfalz war er verantwortlich für das erste Kindergartengesetz, das erste Krankenhausreformgesetz und das erste Sportfördergesetz in der Geschichte der Bundesrepublik. Zudem war er Initiator und Gründer der ersten Sozialstationen und damit Schöpfer der ambulanten Pflegeinfrastruktur.
Vom 4. Oktober 1982 bis zum 26. September 1985 war er Bundesminister für Jugend, Familie und Gesundheit in der von Bundeskanzler Helmut Kohl geführten Bundesregierung und als solcher Mitglied der Kabinette Kohl I und Kohl II. In dieser Amtszeit stand er für die Neuordnung des Kriegsdienstverweigerungs- und Zivildienstgesetzes, das Erziehungsgeld, den Erziehungsurlaub, die Anerkennung von Erziehungsjahren in der Rentenversicherung, die Reform der Approbationsordnung und den Arzt im Praktikum sowie die Einrichtung der Bundesstiftung „Mutter und Kind“. Er entschied sich in seiner Amtszeit dazu, die neu entdeckte AIDS-Erkrankung nicht meldepflichtig zu machen.

## Politisches Engagement nach 1997

### Schlichter in Tarifkonflikten
Geißler vermittelte mehrfach in Tarifkonflikten, und zwar zwischen 1997 und 2002 viermal als Schlichter im Bauhauptgewerbe, 2006 in der Tarifauseinandersetzung der Deutschen Telekom und im August 2007 zusammen mit Kurt Biedenkopf im Tarifstreit zwischen der Gewerkschaft Deutscher Lokomotivführer und der Deutschen Bahn.

### Mitgliedschaft in regierungskritischen Organisationen
Später vertrat Geißler besonders in wirtschaftspolitischen Fragen zunehmend linke Positionen. Von ihm kritisierte Positionen bezeichnete er teilweise als „ultrakonservativ“, „turbokapitalistisch“, „neoliberal“, „rückwärtsgewandt“ oder „von gestern“. Basierend auf seiner Kritik erklärte er im Mai 2007 seinen Beitritt zur globalisierungskritischen Organisation Attac als ideelle Unterstützung der von „Attac“ angestrebten Humanisierung des Globalisierungsprozesses.

„Das gegenwärtige Wirtschaftssystem ist nicht konsensfähig und zutiefst undemokratisch, es muss ersetzt werden durch eine neue Wirtschaftsordnung.“

„Es gibt auf der Erde Geld wie Dreck. Es haben nur die falschen Leute.“

Im Mai 2007 bezeichnete Geißler ein Wirtschaftssystem, „in dem Hedgefonds unkontrolliert arbeiten können, sogenannte Geierfonds riesige Gewinne auf Kosten hochverschuldeter afrikanischer Länder machen und in dem der Börsenwert eines Unternehmens umso höher steigt, je mehr Arbeitnehmer wegrationalisiert werden“, zudem als „krank, unsittlich und ökonomisch falsch“. Der Kapitalismus sei, da er „keine Werte jenseits von Angebot und Nachfrage“ kenne, genauso falsch wie der Kommunismus. Ein Vorbild für einen zu findenden neuen Mittelweg könne zwar „die alte deutsche soziale Marktwirtschaft“ sein. Da die Märkte jedoch bereits globalisiert seien, könne der Nationalstaat als solcher hierfür keine Lösungen mehr bieten, vielmehr müsse sich im Gegenzug auch die Politik internationalisieren. Impulse dafür müssten allerdings – anstelle eines nationalstaatlichen Zentralismus – von regionalen, unterstaatlichen Ebenen ausgehen; denn: „Nur sie können Heimat vermitteln, nur dort können sich Menschen wiederfinden.“ Doch habe die EU als überstaatliche Organisation aufgrund ihrer übermäßigen Wirtschaftsorientierung bei der Bevölkerung an Vertrauen verloren.
In Bezug auf den G8-Gipfel in Heiligendamm 2007 sagte Geißler auf die Frage, ob er dorthin reisen und mitdemonstrieren würde:

„Ich will mich nicht irgendwelchen Chaoten oder Leuten, die verrückt geworden sind – auf der einen oder anderen Seite –, ausliefern; und weil ich mich selber kenne: Wenn mich einer anfasst, dann schlage ich zurück – und wenn es ein Polizist ist, dann schlage ich zurück. Wenn ich demonstriere, dann übe ich ein Grundrecht aus, dann lasse ich mich nicht anfassen – von niemandem. Und in diese Situation möchte ich nicht kommen.“

Der damalige Landesvorsitzende der Deutschen Polizeigewerkschaft Nordrhein-Westfalens und Vizevorsitzende im Bund, Rainer Wendt, der selber CDU-Mitglied ist, forderte daraufhin Geißlers Parteiausschluss.
Geißler war Mitglied im Kuratorium der ÖDP-nahen Stiftung für Ökologie und Demokratie.

### Vermittler im Konflikt um das BahnhofsprojektStuttgart 21
Der baden-württembergische Ministerpräsident Stefan Mappus berief Geißler 2010 im Konflikt um das Bahnprojekt Stuttgart 21 zum Vermittler, um Fachleute, Projektgegner und -befürworter an einen Tisch zu bringen. Unter anderem die Grünen hatten Geißler als Moderator ins Gespräch gebracht. Im Oktober und November moderierte er die öffentlichen Schlichtungsgespräche von sieben Befürwortern mit sieben Gegnern des Projekts. Mit seinem Schlichterspruch am 30. November 2010 sprach er sich für eine Fortführung des Bahnprojekts als „Stuttgart 21 Plus“ aus und forderte Nachbesserungen.
2010 wurde Geißler von der Journalistenvereinigung Netzwerk Recherche mit dem „Leuchtturm für besondere publizistische Leistungen“ für die aufklärenden Analysen ausgezeichnet.
Am 29. Juli 2011 moderierte er die zweite und abschließende Runde der Schlichtung, in der der im November 2010 vereinbarte „Stresstest“ für Stuttgart 21 präsentiert wurde. Nachdem sich beide Seiten nicht darüber einigen konnten, ob und in welcher Qualität der geplante Tiefbahnhof bei diesem Stresstest 30 % mehr als der bestehende Bahnhof Stuttgart Hbf leisten könne, präsentierte Geißler einen Kompromissvorschlag, den er im Vorfeld in Zusammenarbeit mit der Zürcher Gutachterfirma SMA und Partner erarbeitet hatte. Dieser sah einen „Kombibahnhof“ ähnlich wie der Zürcher Hauptbahnhof vor und eine von acht auf vier Gleise reduzierte Variante des Tiefbahnhofs S21. Während die Gegner von S21 den Vorschlag begrüßten und die Deutsche Bahn ihn sofort ablehnte, prüfte das Verkehrsministerium Baden-Württemberg den Kompromiss, der als „SK 2.2“ bezeichnet wurde. Im Planfeststellungsverfahren war diese Variante verworfen worden. 2020 wird eine solche Variante geprüft.
Kurz nach Bekanntgabe der Kostensteigerung für das Projekt auf mindestens 1,1 Mrd. Euro stellte Geißler im Dezember 2012 Stuttgart 21 in Zweifel.
In einer Podiumsdiskussion mit dem Titel „Fünf Jahre danach – Die Schlichtung zu Stuttgart 21“ wies Klaus Arnoldi Geißler darauf hin, dass seine Forderungen unrealistisch gewesen seien und keine einzige davon umgesetzt worden sei. Arnoldi hatte für den VCD auf Seiten der S21-Gegner an den Schlichtungsgesprächen teilgenommen.

## Stellungnahmen
Geißler unterstützte die Aktion artikeldrei des Lesben- und Schwulenverbands in Deutschland zum Schutz von Schwulen und Lesben durch das Grundgesetz.
1975 brachte Geißler angesichts der gestiegenen Arbeitslosigkeit den Begriff Neue soziale Frage in die Diskussion ein. Später kritisierte er 2004 die Hartz-IV-Reformen als „in einigen Punkten falsch konzipiert“. Kurz nach dem Bundesverfassungsgerichtsurteil vom 9. Februar 2010 zum Lohnabstandsgebot formulierte er schärfer, dass Hartz IV die Würde des Menschen zerstöre; die Frage des Lohnabstandsgebots bezeichnete er als „ein Problem der Wirtschaft, die offensichtlich nicht in der Lage oder nicht Willens ist, den Leuten für ihre Arbeit Löhne zu bezahlen, von denen sie leben können“.
Im Zuge der Aufdeckung der US-amerikanischen und britischen Datenspionage sprach sich Geißler für eine Asylgewährung an den Whistleblower Edward Snowden aus: „Snowden hat der westlichen Welt einen großen Dienst erwiesen. Jetzt ist es an uns, ihm zu helfen.“
Geißler äußerte sich mehrmals kritisch zur katholischen Kirche. Über seinen christlichen Glauben sagte er: „Ich bin in erster Linie Demokrat. Ich versuche, Christ zu sein.“ Zur Bedeutung seines Glaubens für sein politisches Wirken erläuterte er:

„Wenn ich sage, ich versuche, Christ zu sein, meine ich das auch in erster Linie politisch. Unabhängig davon, ob Gott existiert, ist die Botschaft des Evangeliums so überragend, dass ich versucht habe, mich in meinem politischen Leben daran zu orientieren.“

## Sonstiges
Geißler erlernte schon als Kind Klettern im Donautal, war passionierter Bergsteiger und Gleitschirmflieger. Ab 1992 war er Vorsitzender (seit 2004 Ehrenvorsitzender) des Kuratoriums Sport und Natur e. V. Seit 2003 war Geißler Schirmherr des Internationalen Bergfilmfestivals Tegernsee. Am 18. Oktober 1992 zog sich Geißler bei einem Sturz beim Gleitschirmfliegen in der Nähe von Annweiler (Südpfalz) schwere Rückenverletzungen zu. Geißler besaß einen Weinberg in der Südpfalz (Weinlage Gleisweiler Hölle).
Als Generalsekretär verantwortete er den Bundesparteitag 1979. Dort trat am Abend die französische Ballett-Combo Olivier Briace auf, wobei einige der Tänzerinnen „oben ohne“ erschienen und dadurch Tumulte auslösten. Geißler behauptete spontan vor der Presse „Natürlich habe ich das gewusst“, war aber laut späteren eigenen Worten zuvor nicht über diesen Auftritt informiert worden.
Geißler war Kuratoriumsmitglied der Stiftung Wings of Hope Deutschland.

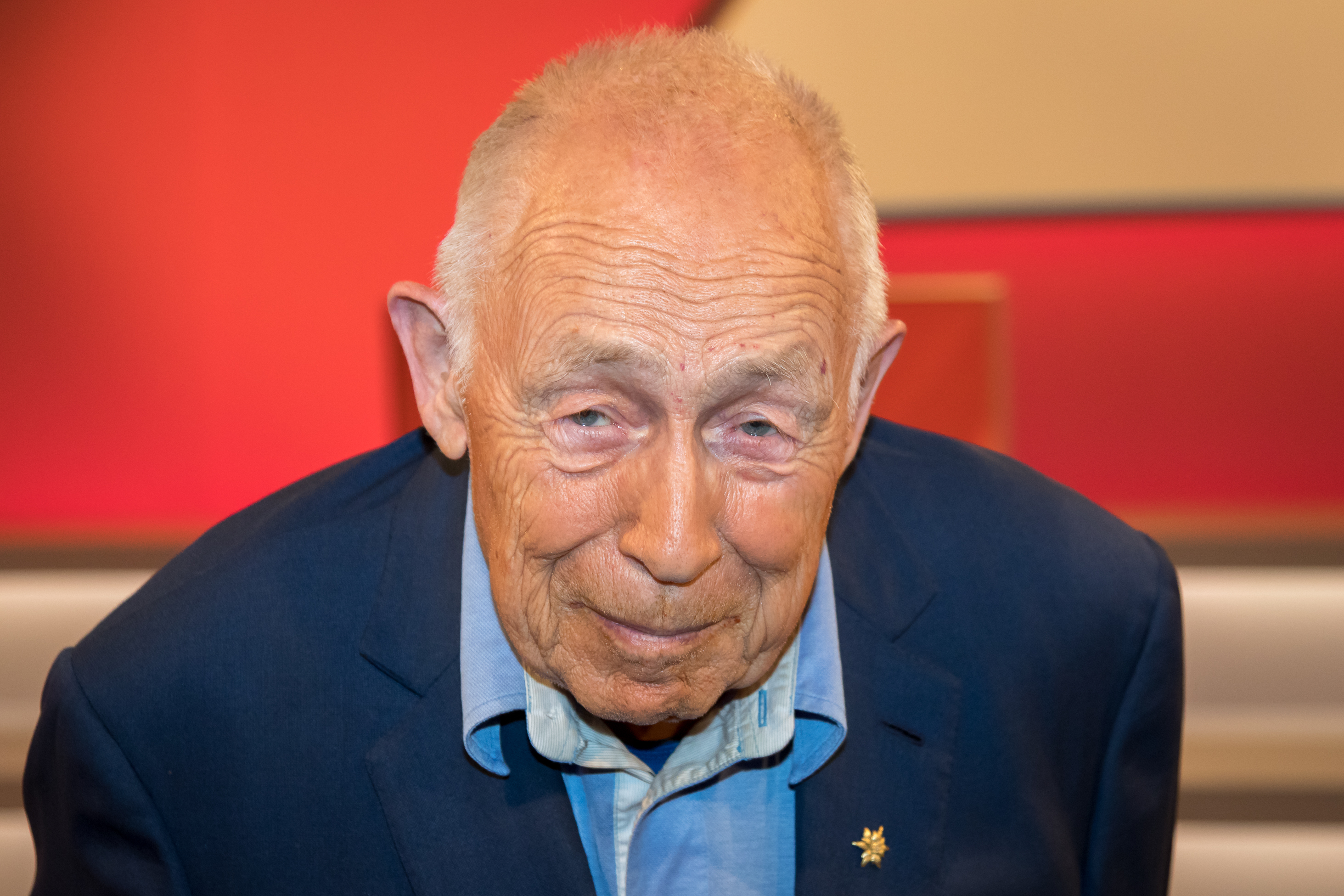
Geißler in der WDR-Sendung Maischberger am 14. Juni 2017

In der deutschen Öffentlichkeit erfuhr Geißler in den letzten Jahren einen stetigen Schub an Popularität. Geißler war ein gefragter Redner und Gast in Diskussionssendungen. 2005 moderierte er gemeinsam mit Peter Glotz eine monatliche Sendung (Glotz & Geißler) auf n-tv. Gerade seit seiner Schlichtertätigkeit um Stuttgart 21 wurde er zunehmend in der Popkultur mit „Meister Yoda“ verglichen. Dieser Figur aus dem Star-Wars-Universum sehe er verblüffend ähnlich, und ihn umgebe gleichzeitig eine Aura des Weisen.
2013 wurde er vor das Stockacher Narrengericht zitiert. Dieses warf ihm wiederholte Wählerbeleidigung, Zugrunderichtung der eigenen Partei und das Sprengen von Denkmälern, insbesondere von „alten-Sack“-Bahnhöfen, vor und belegte den Winzer mit der Abgabe von 180 Litern Wein.

## Veröffentlichungen
- Das Recht der Kriegsdienstverweigerung nach Art. 4 Abs. III des Grundgesetzes. Dissertation der Universität Tübingen 1960, online-Text, (PDF; 1,9 MB).
- Die neue soziale Frage. Analysen und Dokumente (= Herderbücherei. Die Gelbe Serie. Bd. 566). Herder, Freiburg (Breisgau) u. a. 1976, ISBN 3-451-07566-0.
- als Herausgeber: Abschied von der Männergesellschaft (= Ullstein-Buch. Ullstein-Sachbuch 34350). Mit dem dokumentarischen Anhang der „Leitsätze der CDU für eine neue Partnerschaft zwischen Mann und Frau“. Ullstein, Frankfurt am Main u. a. 1986, ISBN 3-548-34350-3.
- Zugluft. Politik in stürmischer Zeit. Bertelsmann, München 1990, ISBN 3-570-09688-2.
- Heiner Geißler im Gespräch mit Gunter Hofmann und Werner A. Perger. Eichborn, Frankfurt am Main 1993, ISBN 3-8218-1163-3.
- Gefährlicher Sieg. Die Bundestagswahl 1994 und ihre Folgen. Kiepenheuer & Witsch, Köln 1995, ISBN 3-462-02416-7.
- Der Irrweg des Nationalismus. Beltz, Athenäum, Weinheim 1995, ISBN 3-89547-712-5.
- Hat der Sozialstaat noch Zukunft? Am 22. Mai 1996 im Schlosshotel Kronberg. Diskussion mit Heiner Geißler und Walter Kannengießer (= Mengler Kamingespräche. Bd. 18, ZDB-ID 2568768-2). Mengler, Darmstadt 1996.
- Bergsteigen (= dtv 20039 Kleine Philosophie der Passionen.). Deutscher Taschenbuch-Verlag, München 1997, ISBN 3-423-20039-1.
- Das nicht gehaltene Versprechen. Politik im Namen Gottes. Kiepenheuer und Witsch, Köln 1997, ISBN 3-462-02618-6.
- Zeit, das Visier zu öffnen. Kiepenheuer & Witsch, Köln 1998, ISBN 3-462-02749-2.
- „Wo ist Gott?“ Gespräche mit der nächsten Generation. Rowohlt Berlin, Berlin 2000, ISBN 3-87134-410-9.
- Was ist deutsch? In: Elisabeth Schweeger, Eberhard Witt (Hrsg.): Ach Deutschland! Belville, München 2000, ISBN 3-933510-67-8, S. 11–17.
- Intoleranz. Vom Unglück unserer Zeit. Kiepenheuer & Witsch, Köln 2002, ISBN 3-462-03082-5.
- Was würde Jesus heute sagen? Die politische Botschaft des Evangeliums. Rowohlt Berlin, Berlin 2003, ISBN 3-87134-477-X.
- Glaube und Gerechtigkeit (= Ignatianische Impulse. Bd. 4). Echter, Würzburg 2004, ISBN 3-429-02603-2.
- Ou Topos. Suche nach dem Ort, den es geben müsste. Kiepenheuer & Witsch, Köln 2009, ISBN 978-3-462-03683-1.
- Leonardo Boff: Zukunft für Mutter Erde. Warum wir als Krönung der Schöpfung abdanken müssen. Mit einem Vorwort von Heiner Geißler. Claudius, München 2012, ISBN 978-3-532-62427-2.
- Sapere aude! Warum wir eine neue Aufklärung brauchen. (List Taschenbuch, Ullstein Buchverlage, Berlin; 1. Auflage August 2013, 2. Auflage 2013), ISBN 978-3-548-61168-6.
- Was müsste Luther heute sagen? Ullstein Verlag, Berlin 2015, ISBN 978-3-550-08045-6.
- Kann man noch Christ sein, wenn man an Gott zweifeln muss? Fragen zum Luther-Jahr. Ullstein, Berlin 2017, ISBN 978-3-550-05006-0.

## Auszeichnungen
- 1970: Bundesverdienstkreuz am Bande des Verdienstordens der Bundesrepublik Deutschland (9. Januar 1970)[47]
- 1974: Bundesverdienstkreuz 1. Klasse des Verdienstordens der Bundesrepublik Deutschland (18. November 1974)[47]
- 1974: Johann-Peter-Frank-Medaille
- 1977: Großes Bundesverdienstkreuz des Verdienstordens der Bundesrepublik Deutschland (25. April 1977)[47]
- 1983: Grand Officier de l’Ordre national du Mérite, Frankreich
- 1983: Bergverlagspreis des Deutschen Alpenvereins
- 1983: Bayerischer Bierorden
- 1992: Großkreuz des Verdienstordens „Bernardo O’Higgins“, Chile (Freiheitsorden)
- 1994: Verdienstmedaille des Deutsch-Französischen Jugendwerkes
- 1995: Aachener Karnevalsorden „Wider den tierischen Ernst“
- 1995: Verdienstorden des Landes Baden-Württemberg
- 2004: Politikaward
- 2005: Regine-Hildebrandt-Preis für Solidarität bei Arbeitslosigkeit und Armut
- 2010: Umweltpreis „Goldener Baum“ der Stiftung für Ökologie und Demokratie e. V. Bonn
- 2010: Leuchtturm-Preis des Netzwerks Recherche
- 2015: Oswald-von-Nell-Breuning-Preis der Stadt Trier.[48]

## Filme (Auswahl)
- Heiner Geißler – Einer von hier. Dokumentarfilm, Deutschland, 2017, 44:02 Min., Buch und Regie: Ulrike Bremer und Ulrike Gehring, Produktion: screen art productions, SWR, Erstsendung: 11. Mai 2017 bei SWR Fernsehen, Inhaltsangabe von ARD, online-Video aufrufbar bis 11. Mai 2018.
- Der Kanzler und der Rebell. Kohl, Geißler und der Kampf um Macht. Dokumentarfilm, Deutschland, 2015, 44:01 Min., Buch und Regie: Ina-Gabriele Barich und Thomas Schneider, Produktion: SWR, Erstsendung: 30. März 2015 bei Das Erste, Inhaltsangabe von SWR, online-Video aufrufbar bis zum 12. September 2018.
- Heiner Geißler, Bundesminister a. D., ehem. Generalsekretär CDU. Gespräch, Deutschland, 2010, 43:32 Min., Moderation: Isabella Schmid, Produktion: Bayerischer Rundfunk, Reihe: alpha-Forum, Erstsendung: 3. März 2010 bei BR-alpha, Inhaltsangabe (Memento vom 12. September 2017 im Internet Archive) von BR, online-Video, Gesprächstext (PDF).
- Heiner Geißler über Moral. Interview, Deutschland, 2014, 28:26 Min., Interview: Stephan Lamby, Produktion: dbate, Online-Video